# Ukrainas herrlandslag i basket
Ukrainas basketlandslag representerar Ukraina i basketboll på herrsidan. Laget gick med i FIBA 1992 och har sedan dess deltagit i fem EM-slutspel (1997-2011), utan att ha lyckats ta någon medalj. Ukraina ligger på 43:e plats på FIBA:s världsranking efter 2010 års världsmästerskap.

## Mästerskapsresultat

### Europamästerskap
- 1997: 13:e
- 2001: 16:e
- 2003: 14:e
- 2005: 13:e
- 2011: 6:a
- 2015: 21:a